# Magdalena Krajewska
Magdalena Elżbieta Krajewska – polska nefrolog, dr hab. nauk medycznych, profesor zwyczajny i kierownik Katedry i Kliniki Nefrologii i Medycyny Transplantacyjnej Wydziału Lekarskiego Kształcenia Podyplomowego Uniwersytetu Medycznego im. Piastów Śląskich we Wrocławiu.

## Życiorys
28 czerwca 1996 obroniła pracę doktorską Wpływ hemodializy na stężenia białka C-reaktywnego (CRP) w surowicy krwi chorych długotrwale dializowanych, 3 grudnia 2008 habilitowała się na podstawie pracy zatytułowanej Polimorfizmy genów związanych z uszkodzeniem ściany naczyniowej i stężenia ich produktów - analiza wpływu na odległą czynność przeszczepionej nerki. 7 stycznia 2014 nadano jej tytuł profesora w zakresie nauk medycznych.
Została zatrudniona na stanowisku profesora nadzwyczajnego w Katedrze i Klinice Nefrologii i Medycyny Transplantacyjnej na Wydziale Lekarskim Kształcenia Podyplomowego Akademii Medycznej im. Piastów Śląskich.
Piastuje funkcję profesora zwyczajnego i kierownika Katedry i Kliniki Nefrologii i Medycyny Transplantacyjnej Wydziału Lekarskiego Kształcenia Podyplomowego Uniwersytetu Medycznego im. Piastów Śląskich we Wrocławiu, członka zarządu Polskiego Towarzystwa Nefrologicznego, a także prodziekana na Wydziale Lekarskim Kształcenia Podyplomowego Akademii Medycznej im. Piastów Śląskich.